# Хайрутдинов, Акрам Мингазович
Акрам Мингазович Хайрутдинов (тат. Әкрам Минһаҗ улы Хәйретдинов; 1 февраля 1924, Нижние Чершилы, Татарская АССР — 27 марта 1944, Николаев, Украинская ССР) — участник Великой Отечественной войны, пулемётчик 384-го отдельного батальона морской пехоты Одесской военно-морской базы Черноморского флота, краснофлотец, Герой Советского Союза (20 апреля 1945, посмертно).

## Биография
Родился в 1924 году в с. Нижние Чершилы ныне Лениногорского района Республики Татарстан. Татарин.
В 1934 году переехал с семьёй в д. Алпаево Мордовско-Боклинского района Оренбургской области. Имея три класса образования, полученных в мектебе, начал образование в русской школе Алпаево, в дальнейшем продолжив обучение в школе с. Мордовская Бокла. Получив неполное среднее образование, работал колесником в обозном цехе райпромкомбината местпрома.
Закончив курсы военного всеобуча, в 1942 году был призван в армию.
В боях Великой Отечественной войны с 1943 года в подразделениях ВМФ.
В ночь на 26 марта 1944 года краснофлотец Хайрутдинов в составе десантного отряда под командованием старшего лейтенанта К. Ф. Ольшанского был высажен в тыл противника в порт города Николаев. Двое суток отряд вёл бой с превосходящими силами противника до подхода советских войск, отбив 18 атак и уничтожив более 700 солдат и офицеров противника. Погиб в этом бою. Звание Героя Советского Союза Акраму Хайрутдинову было присвоено 20 апреля 1945 года посмертно.
Похоронен в братской могиле в Николаеве в сквере 68-ми десантников.

## Награды
- Золотая Звезда Героя Советского Союза (1945)[4].
- Орден Ленина (1945)[4].

## Память
В 1946 году в Николаеве воздвигнут памятник героям-ольшанцам, в 1964 году открыт Народный музей боевой славы моряков-десантников. Имя героев-ольшанцев носит одна из улиц города.
Улица в городе Лениногорске названа именем Хайрутдинова. Установлен бюст на Аллее Героев в Лениногорске. На въезде в с. Нижние Чершилы установлена стела.